# ピーター・サイドラー
- ピーター・シードラー

ピーター・サイドラー（Peter Seidler, 1960年11月7日 - 2023年11月14日）は、アメリカ合衆国の実業家。MLBのサンディエゴ・パドレスのオーナーを務めた。

## 経歴
ロサンゼルス・ドジャースのオーナーを一族経営で務めていた、ウォルター・オマリーの孫、ピーター・オマリーの甥（姉のテリー・オマリー・サイドラーの息子）として誕生した。
バージニア大学で金融の学士、カリフォルニア大学ロサンゼルス校（UCLA）で経営学修士（MBA）を取得している。
2012年には叔父のピーター・オマリーらと「オマリー・グループ」を設立し、サンディエゴ・パドレスのオーナー権買収に成功する（ただし、この時に筆頭オーナーとなったは同グループ所属のロン・ファウラーであった。また、このグループには地元サンディエゴ出身のプロゴルファーであるフィル・ミケルソンも関与している。）。
2020年11月からはファウラーに代わってパドレスの筆頭オーナー、並びに会長に就任した。巨額の資金を投じ、ダルビッシュ有らを獲得するなどの活動をした。